# Canton de Laloubère
Le canton de Laloubère est un ancien canton français situé dans le département des Hautes-Pyrénées.

## Composition
Le Canton de Laloubère regroupait 8 communes et comptait 11 127 habitants en 2012.
| Communes      | Population (2012) | Code postal | Code Insee |
| ------------- | ----------------- | ----------- | ---------- |
| Arcizac-Adour | 521               | 65360       | 65019      |
| Hiis          | 210               | 65200       | 65221      |
| Horgues       | 1 159             | 65310       | 65223      |
| Laloubère     | 1 933             | 65310       | 65251      |
| Momères       | 636               | 65360       | 65313      |
| Odos          | 3 390             | 65310       | 65331      |
| Saint-Martin  | 361               | 65360       | 65392      |
| Soues         | 3 072             | 65430       | 65433      |

## Histoire
Canton créé en 1982.

## Représentation

### Conseillers généraux de 1982 à  2015
| Période                                  | Période | Identité                 | Étiquette   | Qualité                                              |
| ---------------------------------------- | ------- | ------------------------ | ----------- | ---------------------------------------------------- |
| 1982                                     | 1988    | Jean Sauer               | PS          | Gynéco-obstétricien Maire de Laloubère (1977-1983)   |
| 1988                                     | 2001    | Michel Barrouquère-Theil | PCF         | Ouvrier Maire de Soues (1953-2004)                   |
| 2001                                     | 2015    | Gérard Boube             | DVG puis PS | Professeur puis instituteur Maire d'Odos (1997-2008) |
| Les données manquantes sont à compléter. |         |                          |             |                                                      |